# Pfersbach (Wern)
Der Pfersbach ist ein etwas über 3 Kilometer langer Bach in Bayern und ein südöstlicher und linker Zufluss der Wern, der im unterfränkischen Landkreis Schweinfurt verläuft.

## Geographie

### Verlauf

#### Quellgebiet
Der Pfersbach entspringt in der Gemarkung des seit 1978 im Rahmen der allgemeinen Verwaltungsreform zu Dittelbrunn gehörenden Gemeindeteils Holzhausen auf einer Höhe von 320 m ü. NHN am nordwestlichen Fuße des 327 m ü. NHN hohen Maibacher Bergs. Seine intermittierend schüttende Quelle liegt in der Flur Dreizehnäcker in einem Feld, etwa 100 Meter südlich der Gemeindegrenze von Dittelbrunn zu Poppenhausen. Knapp 300 Meter im Süden von dort entspringt der Grundbachgraben, der südlich des zu Poppenhausen gehörenden Gemeindeteils Hain bei der Hainer Mühle in die Wern mündet, und etwa 350 Meter im Nordnordosten steht westlich von Holzhausen ein im 19. Jahrhundert errichtetes Wegkreuz aus Sandstein.
Etwa 0,7 Kilometer im Ostnordosten liegt das Kirchdorf Holzhausen, 1,7 Kilometer im Süden das zu Poppenhausen gehörende Pfarrdorf Maibach, 1,7 Kilometer im Westsüdwesten das Kirchdorf Hain und 1,8 Kilometer im Ostnordosten das Poppenhausener Pfarrdorf Pfersdorf, in welches der Bach schlussendlich mündet.
Im Bereich der Quelle stehen Untere Tonstein-Gelbkalkschichten der Erfurt-Formation aus dem Unteren Keuper der Mitteltrias an, über die sich überwiegend Braunerde abgelagert hat.

#### Weiterer Verlauf

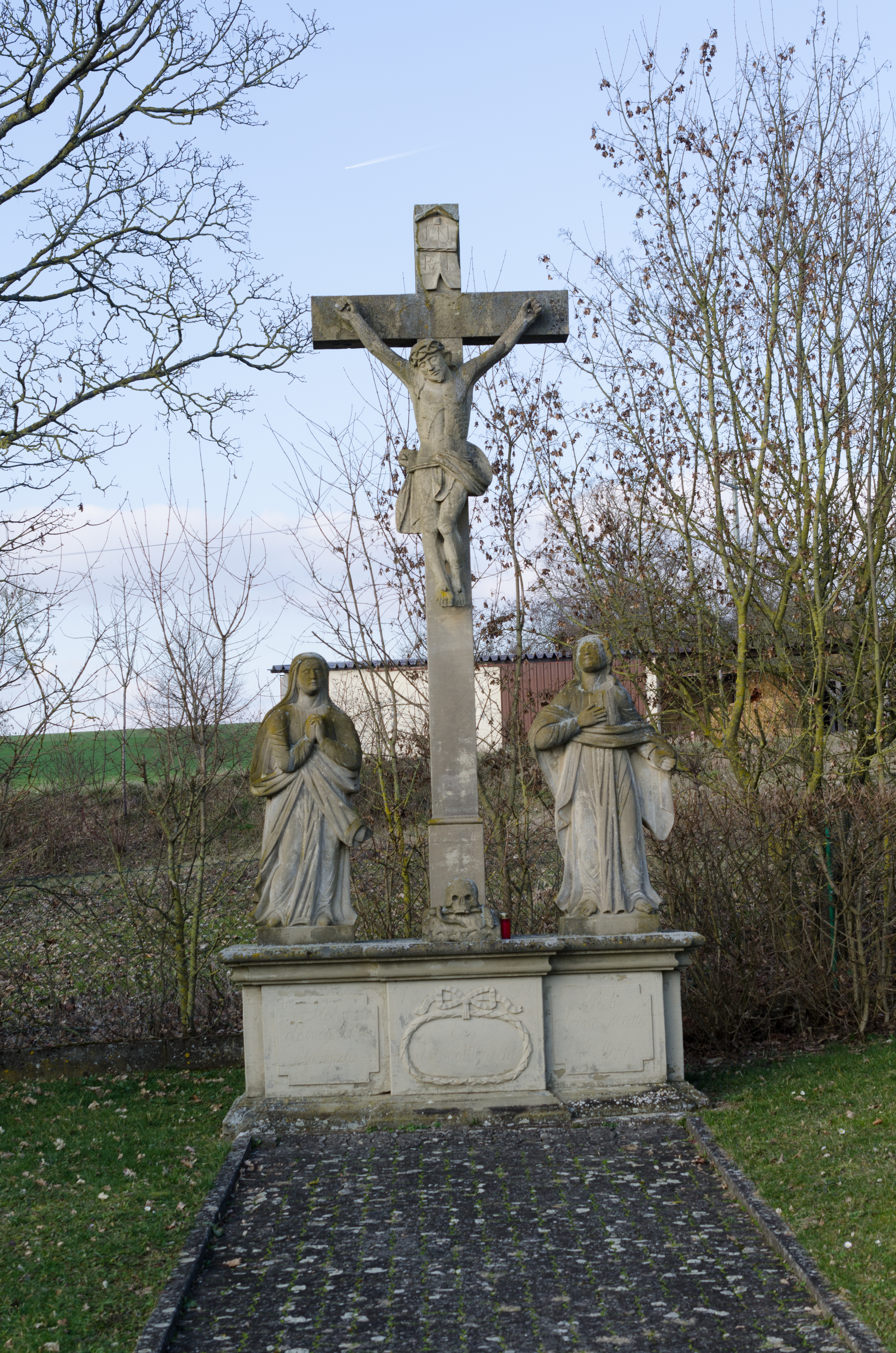
Kreuzigungsgruppe auf dem Holzhausener Friedhof

Der stark begradigte und zunächst nur unbeständig wasserführende Pfersbach fließt in der Flur Am Rothstück knapp 200 Meter ostnordostwärts durch landwirtschaftliche Nutzflächen am Nordostfuße des Maibacher Bergs entlang, fließt dabei an einem auf seiner rechten Seite liegenden kleinen Obstgarten vorbei und führt danach nunmehr ganzjährig Wasser.
Anschließend läuft er, begleitet von dichtem Ufergehölz, in einem schmalen Grünstreifen, der beiderseits von Ackerland gesäumt wird, kreuzt dann einen Wirtschaftsweg und schlängelt sich danach durch die Flur Saure Wiesen. Seine Talfüllung besteht dort aus pleistozänen bis holozänen Sedimenten mit Lehm- und Sandschichten, die fast ausschließlich von Gley und Gley-Braunerde  bedeckt werden, und an seinen Hängen stehen Löß- oder Lößlehmsedimente aus feinsandigen und karbonatischen sowie tonigen, feinsandigen und karbonatfreien Schluff des Pleistozäns an, die auf der linken Seite überwiegend von Braunerde- und auf der rechten fast ausschließlich von Regosol- und Pelosolböden überschichtet wurden.
Dem Bach nähert sich auf seiner rechten Seite ein von Hain aus dem Ostsüdosten kommender Radweg, der ihn von nun an bis fast zu seiner Mündung begleiten wird. Direkt nördlich des Radwegs steht ein Bildstock mit einem Aufsatz mit Eselsrückenbogen und Kreuzigung. Dann biegt er fast nach Norden ab und wird ein wenig später in der Flur Graswiesen auf seiner rechten Seite vom Heulohgraben gespeist. Ungefähr 100 Meter südöstlich von dort liegt eine seggen- und binsenreiche Nasswiese, in der vor allem Sumpfseggen und Kammseggen wachsen. Nach etwa 50 Metern erreicht der Pfersbach den Südwestrand von Holzhausen. Dort steht knapp 100 Meter östlich an der Ecke Siedlerweg und SW 19, auch Kaltenhof genannt, ein Tabernakelbildstock mit Pietà und Kreuzschlepper.
Parallel zur SW 19 zieht er nun am Westrand des Ortes entlang, betritt dann kurz die Ortschaft selbst und verschwindet bei der Webergasse sogleich verrohrt in den Untergrund. Etwa 60 Meter später taucht er wieder an der Oberfläche auf. Keine 50 Meter entfernt steht dort auf seiner rechten Seite das 1956 in Form eines Pilotprojekts für Unterfranken als Dorfgemeinschaftshaus errichtete Haus der Bäuerin auf dessen Vorplatz ein Wegkreuz aufgestellt wurde. Knapp 100 Meter nordnordöstlich steht die kath. Kuratiekirche St. Kilian, eine Chorturmkirche mit einem 1608 errichteten Turm sowie einem 1736 erbauten Langhaus.
Der Bach fließt danach in Richtung Nordwesten wieder am Dorfrand entlang und unterquert nach knapp 300 Metern die SW 19, dort auch Am Weiher genannt. Auf seiner linken Seite steht am Straßenrand ein neugotischer Bildstock aus dem 19. Jh. mit Schutzmantelmadonna und Immaculata und auf der rechten ein Wegkreuz. In einem auf der gleichen Seite ungefähr 200 Meter im Nordosten liegenden Friedhof steht ein sandsteineres Friedhofskreuz mit 3 Figuren einer Kreuzigungsgruppe aus dem 19. Jh.  und direkt östlich daneben ein Gang mit 14 Kreuzwegstationen. Direkt oberhalb des Friedhofs liegt ein Gebüschkomplex mit vorwiegend Schlehen und Weißdorn sowie beigemischtem Liguster, Holunder und Hartriegel.
Anschließend läuft er entlang der Grenze der beiden Naturräume Mainfränkische Platten und Wern-Lauer-Platten in der Flur Grundwiesen durch ein Tal, dessen linker Hang von quartären Löß- oder Lößlehmsedimenten geprägt wird, die fast ausschließlich mit Regosol- und Pelosolböden überlagert sind, und auf der anderen Seite steht Oberer Muschelkalk mit dichten, sparitischen, blaugrauen, gebankten bis plattigen und fossilienführenden Kalkgestein in Wechsellagerung mit grauen bis dunkelgrauen Tonmergelsteinlagen der Trochitenkalk- und Meißner-Formation der Mitteltrias an, über den sich fast ausschließlich Pararendzina gelegt hat. Der gerade noch im Hesselbacher Waldland liegende rechte Hang ist von einem Eichenhainbuchenwald bedeckt, in dem Eichen und in einer jüngeren Baumschicht Hainbuchen und Feldahornbäume wachsen und in der dichten Strauchschicht aus Weißdorn und Haselnuss sind Holunder, Hartriegel und Heckenkirsche eingestreut. An den Wald schließt sich nördlich ein Steinbruch an. In dieser artenreichen Übergangszone vom Wald und seinen immer lichter werdenden Rändern zum fast vegetationslosen Steinbruch leben Reptilien, Kleinsäuger und Vögel wie etwa Neuntöter und Greife. Er unterfließt eine kleine Brücke, über die der Radweg führt, läuft dann kurz am Südwestrand des Schotterwerks Steinbach entlang, an einem auf seiner rechten Seite liegenden kleinen Teich vorbei und unterquert dann die Zufahrtstraße zum Steinbruch. Einige Meter weiter fließt ihm auf der gleichen Seite der von Pfändhausen aus dem Nordosten kommende Pfaffenlochgraben unterirdisch verdolt zu. Am Westrand des Steinbruchs grenzt eine Weißdornhecke mit Eichen und Holunder sowie etwas Schlehe.

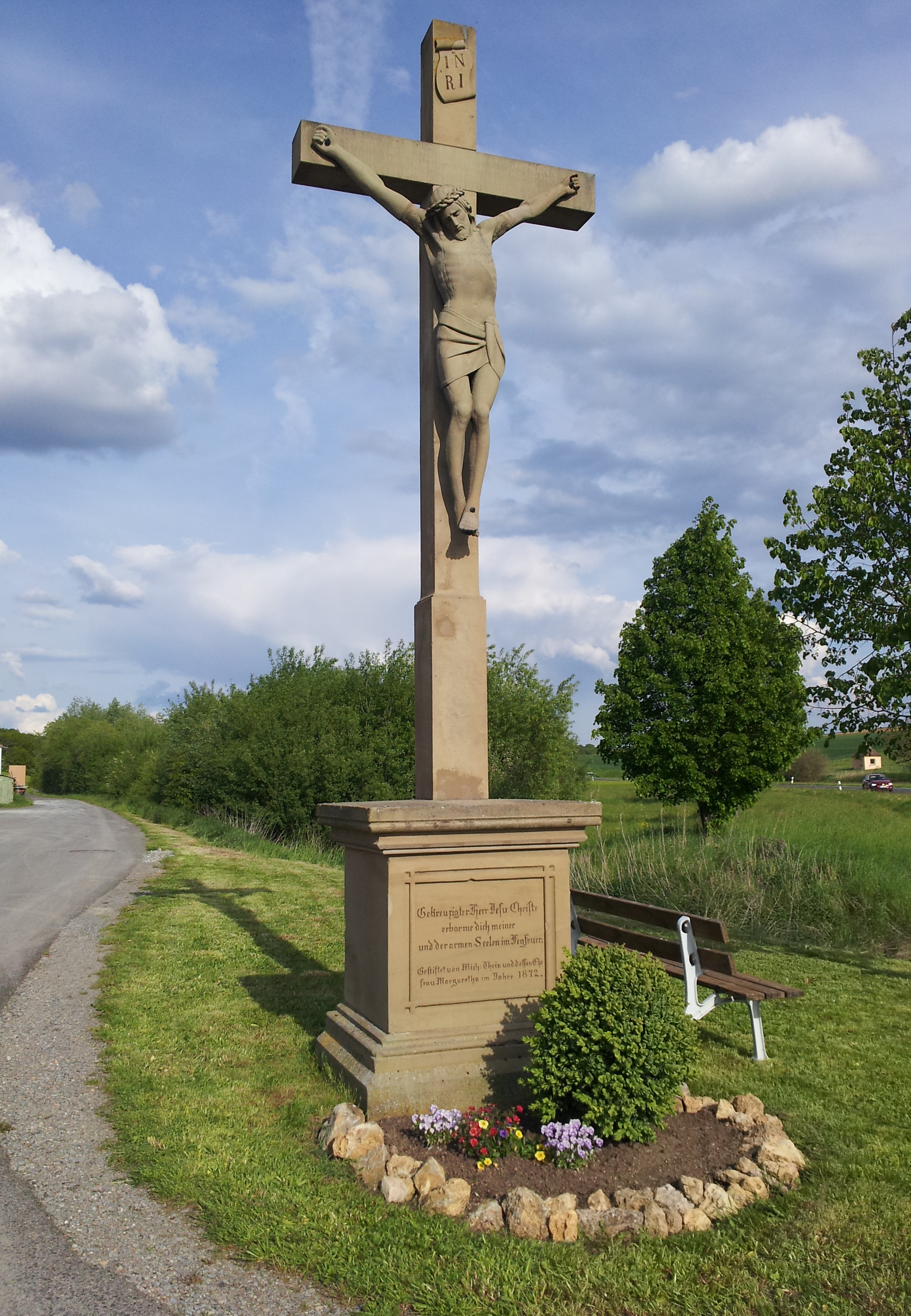
Kruzifix „Am Pfersbach“, am Ortseingang von Pfersdorf mit dem Pfersbach im Mittelgrund

Der Pfersbach läuft nun, begleitet von dichtem Gehölz, ostnordostwärts knapp 300 Meter an der Gemeindegrenze von Dittelbrunn zu Poppenhausen entlang, wo er auf seiner linken Seite von einem nur unbeständig wasserführenden, etwa 900 Meter langen und namenlosen Wassergraben gestärkt wird. Er wechselt dann nach Poppenhausen und betritt dabei die Gemarkung Pfersdorf. Auf seiner rechten Seite ist dort die Uferböschung am Fuße der Hengstleite von einer Hecke mit Schlehen und Holunder sowie ein wenig eingestreuten Rosen bewachsen. Der Bach schlägt einen sanften Bogen und wendet sich dabei mehr und mehr nach Westen. Er zieht südlich des 340 m ü. NHN hohen Weinbergs durch die Flur Pfersbacher Weinberg und fließt dabei an einer auf seiner rechten Seite liegenden Hecke mit Schlehen und Holunder und dann an einem Feldgehölz mit Eichen und Wildkirsche in der Baumschicht sowie Haselnuss, Schlehen und Weißdorn in der Strauchschicht vorbei. Er erreicht den Südostrand vom Pfersdorf, fließt dann südlich der Gasse Am Pfersbach westwärts am Südrand der Ortschaft entlang und unterquert die SW 19, die dort auch Wethhof genannt wird, wo ihn der Radweg, der ihn seit Holzhausen vor allem auf seiner rechten Seite begleitet hat, verlässt. Dort steht auf einem Sockel ein Kruzifix aus Sandstein.
Etwa 100 Meter bachabwärts mündet schließlich der zuletzt aus dem Osten kommende Pfersbach in der Flur Innere Pfersbach auf einer Höhe von 273 m ü. NHN von links in die aus dem Norden heranziehende Wern. Sein ungefähr 3,2 Kilometer langer Lauf endet etwa 47 Höhenmeter unterhalb seiner Quelle, er hat somit ein mittleres Sohlgefälle von circa 15 ‰.

### Einzugsgebiet
Das Einzugsgebiet des Pfersbachs liegt im Naturraum Münnerstädter Hochfläche und wird durch ihn über die Wern, den Main und den Rhein zur Nordsee entwässert.
Es grenzt
- im Nordosten an das Einzugsgebiet des Talwassers, das über die Lauer und die Fränkische Saale in den Main entwässert;
- Osten an das des Marienbachs, der in den Main mündet;
- im Südosten an das des Maibachs, der in die Wern mündet;
- im Südwesten und Westen an das Einzugsgebiet der Wern direkt oder an das ihrer kleineren und namenlosen Zuflüsse und
- im Nordwesten an das des Augrabens, der ebenfalls in die Wern mündet.

Das Einzugsgebiet wird durch landschaftliche Nutzflächen dominiert, nur der Bereich östlich des zu Dittelbrunn gehörenden Pfändhausen ist bewaldet. Siedlungsgebiete sind Holzhausen im Quell- und Pfersdorf im Mündungsbereich sowie Pfändhausen im Nordosten des Einzugsgebiets.

### Zuflüsse
- Heulohgraben (rechts), 1,1 km[2]
- Pfaffenlochgraben (rechts), 2,4 km[2]

### Flusssystem Wern
- Fließgewässer im Flusssystem Wern